# Anthony Mamo
Sir Anthony Mamo, né le 9 janvier 1909 à Birkirkara et mort le 1er mai 2008 à Mosta, est un homme politique maltais. Il est gouverneur général, de 1971 à 1974, puis président de la République, de 1974 à 1976, de Malte, première personne à occuper cette fonction après l'abolition de la monarchie maltaise et la proclamation de la république.

## Biographie
Fils de Joseph Mamo et de Carla Brincat, Anthony Mamo étudie à l'université de Malte où il obtient son « Bachelors Degree » (licence) en 1931 et son diplôme de droit en 1934. Il rejoint ensuite la fonction publique avant de devenir procureur de la Couronne en 1942 puis magistrat du Parquet.
En 1955, il est promu officier de l'ordre de l'Empire britannique et est fait chevalier deux ans plus tard. La même année, il devient juge en chef de Malte, un poste qu'il occupe jusqu'en 1971.
Le 4 juillet 1971, il devient gouverneur général de l'État indépendant de Malte, représentant la reine Élisabeth II. Il est le premier Maltais à occuper cette fonction. Le 13 décembre 1974, la monarchie est abolie et la république est proclamée. Anthony Mamo est élu premier président de Malte par le Parlement. Il demeure deux ans en fonction, avant qu'Anton Buttigieg lui succède le 27 décembre 1976.
Retiré de toute activité officielle, il vit encore plus de trente ans avant de mourir le 1er mai 2008 à l'âge de 99 ans à Casa Arkati Home, dans la ville de Mosta.